# Franz Gresse
Franz Gresse (* 12. Juni 1895 in Berlin; † 21. März 1968 ebenda) war ein deutscher Politiker (SPD).
Franz Gresse besuchte eine Volksschule und anschließend eine kaufmännische Fachschule in Berlin. Er trat 1911 der SPD bei und im folgenden Jahr auch Gewerkschafter. Er wurde Angestellter bei einer Schuhwaren-Großhandlung. Im Ersten Weltkrieg wurde Gresse 1916 eingezogen. Ab 1919 war er Angestellter beim Magistrat von Berlin, doch aufgrund der Personalabbauverordnung wurde er 1924 entlassen. Später war er bis 1945 Geschäftsführer einer Schuhwarenfirma.
Nach dem Zweiten Weltkrieg arbeitete Gresse bei der Arbeitsverwaltung von Berlin. Bei der Berliner Wahl 1948 wurde er in die Bezirksverordnetenversammlung im Bezirk Tiergarten gewählt. Im Februar 1955 wurde Joachim Karnatz zum Bezirksstadtrat gewählt, daher rückte Gresse in das Abgeordnetenhaus von Berlin nach. Dem Parlament gehörte er bis 1967 an.